# Rue René-Roeckel (Bourg-la-Reine)
Pour les articles homonymes, voir Rue René-Roeckel.
La rue René-Roeckel est une voie de communication de Bourg-la-Reine dans les Hauts-de-Seine.

## Situation et accès

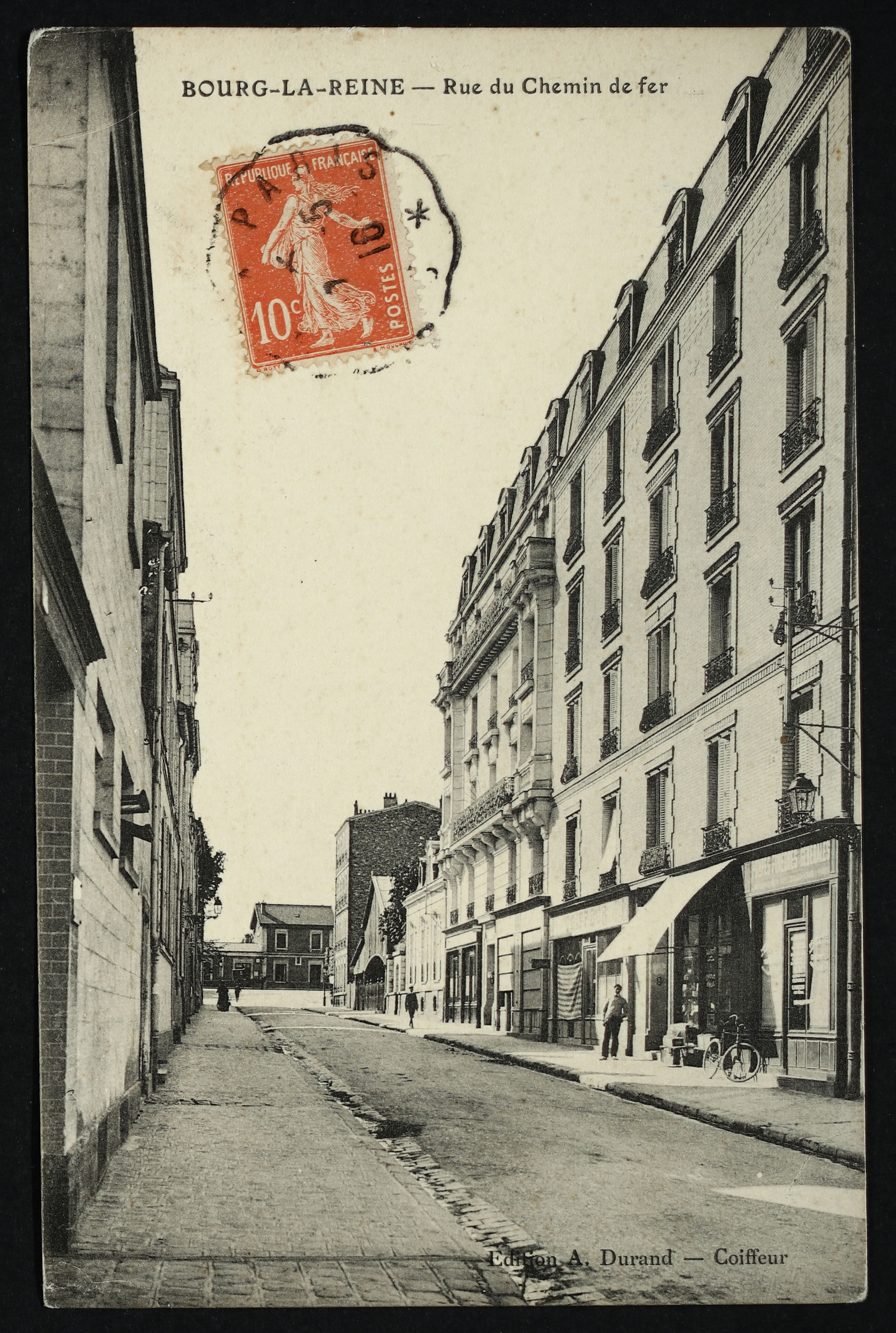
Bourg-la-Reine - Rue du Chemin de Fer. Carte postale des années 1910.

La rue René-Roeckel est l'unique voie piétonne de la ville. Sa desserte est assurée par la gare de Bourg-la-Reine. On y accède par le boulevard du Maréchal-Joffre à hauteur du no 68, et par l'avenue du Général-Leclerc à hauteur du no 104.

## Origine du nom

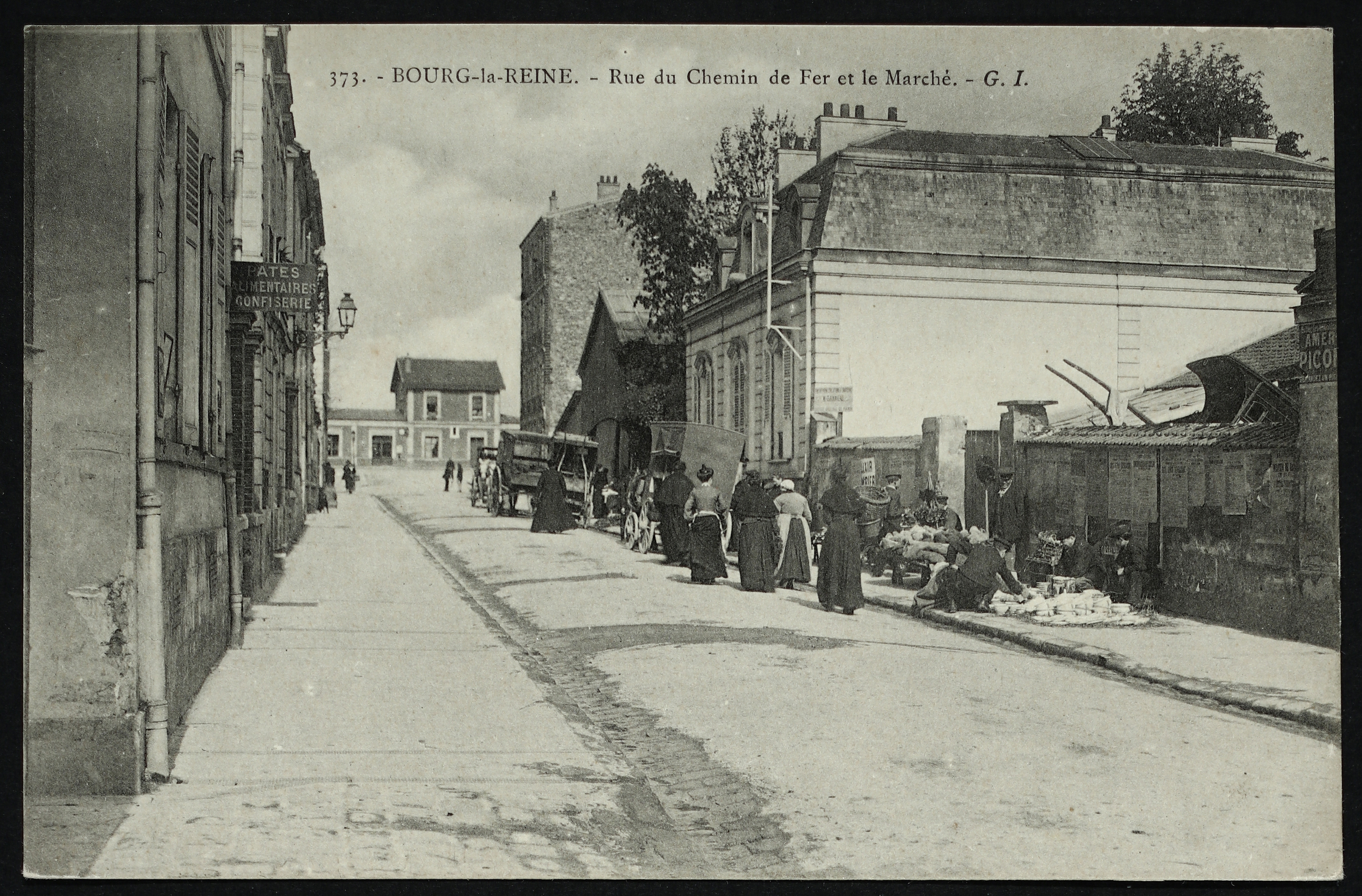
Bourg-la-Reine - Rue du Chemin-de-Fer et le marché. Carte postale des années 1910.

Le 3 décembre 1944, cette rue a été renommée en hommage au résistant René Rœckel qui habitait dans cette rue, et auquel les municipalités d'Antony, de Bourg-la-Reine et Vanves ont tenu à rendre hommage en donnant son nom à une artère de leur ville.
Né 28 septembre 1909 à Zellenberg dans le Haut-Rhin, René Rœckel est un Alsacien. La Première Guerre mondiale le rend à la France. En 1930, il réside à Bourg-la-Reine. Peu avant la Seconde Guerre mondiale, il adhère au Parti communiste français et devient secrétaire de la section locale en 1938. D'un courage et d'un sang-froid remarquables, il est un des membres des Francs-tireurs et partisans (FTP). Le 15 juillet 1943, sur ordre du colonel Gilles, avec Jean Camus, Louis Rachinel et un autre résistant, il exécute Franck Martineau, commissaire du district de Gonesse. Le 11 décembre 1943, à la gare d'Antony, il est arrêté à la suite d'une dénonciation. Il est accusé de tous les maux, est torturé mais ne parle pas. Son épouse est à son tour arrêtée, torturée, mais ne parle pas. Emprisonné à Fresnes, il est jugé le 16 mars par le tribunal militaire allemand siégeant à Paris et condamné à mort. Il est exécuté à la forteresse du Mont-Valérien le 24 mars 1944.

## Historique

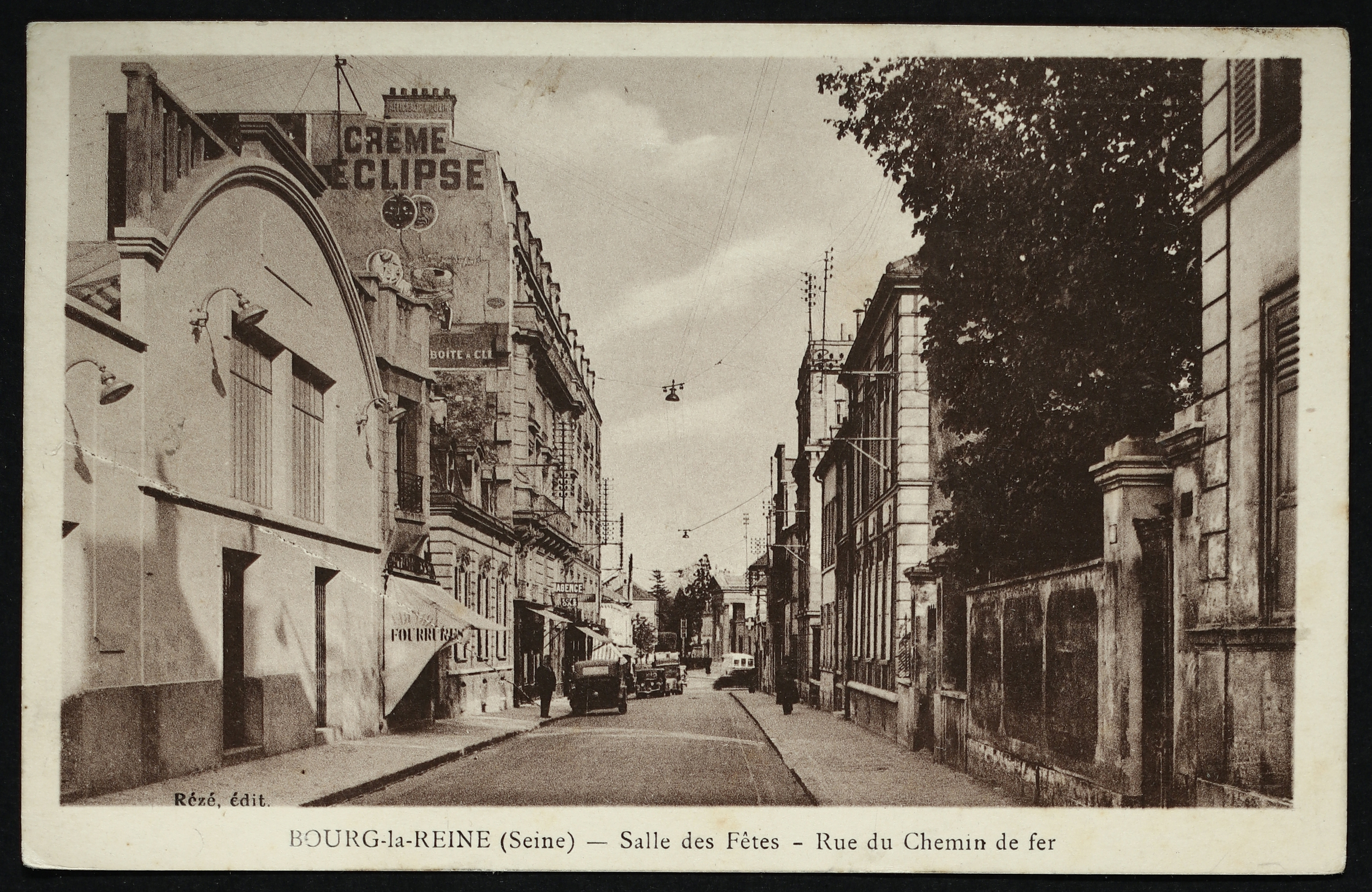
Salle des Fêtes et rue du Chemin-de-Fer. Carte postale des années 1920.

Jusqu'au XVIIIe siècle, un sentier traversait le lieu-dit Derrière le Luxembourg qui n'était pas bâti. L'arrivée du chemin de fer en 1845 bouleverse cet endroit en créant le quartier de la gare, le 7 juin 1846 qui se construit peu à peu. Le sentier devient la rue de l'Embarcadère, puis la  rue de la Gare, et enfin la rue du Chemin-de-Fer,,, jusqu'à la Libération.
La rue souffre de nombreuses destructions pendant la guerre de 1870 puis pendant la Commune.

## Bâtiments remarquables et lieux de mémoire
- Marché, datant du XIXe siècle[9].

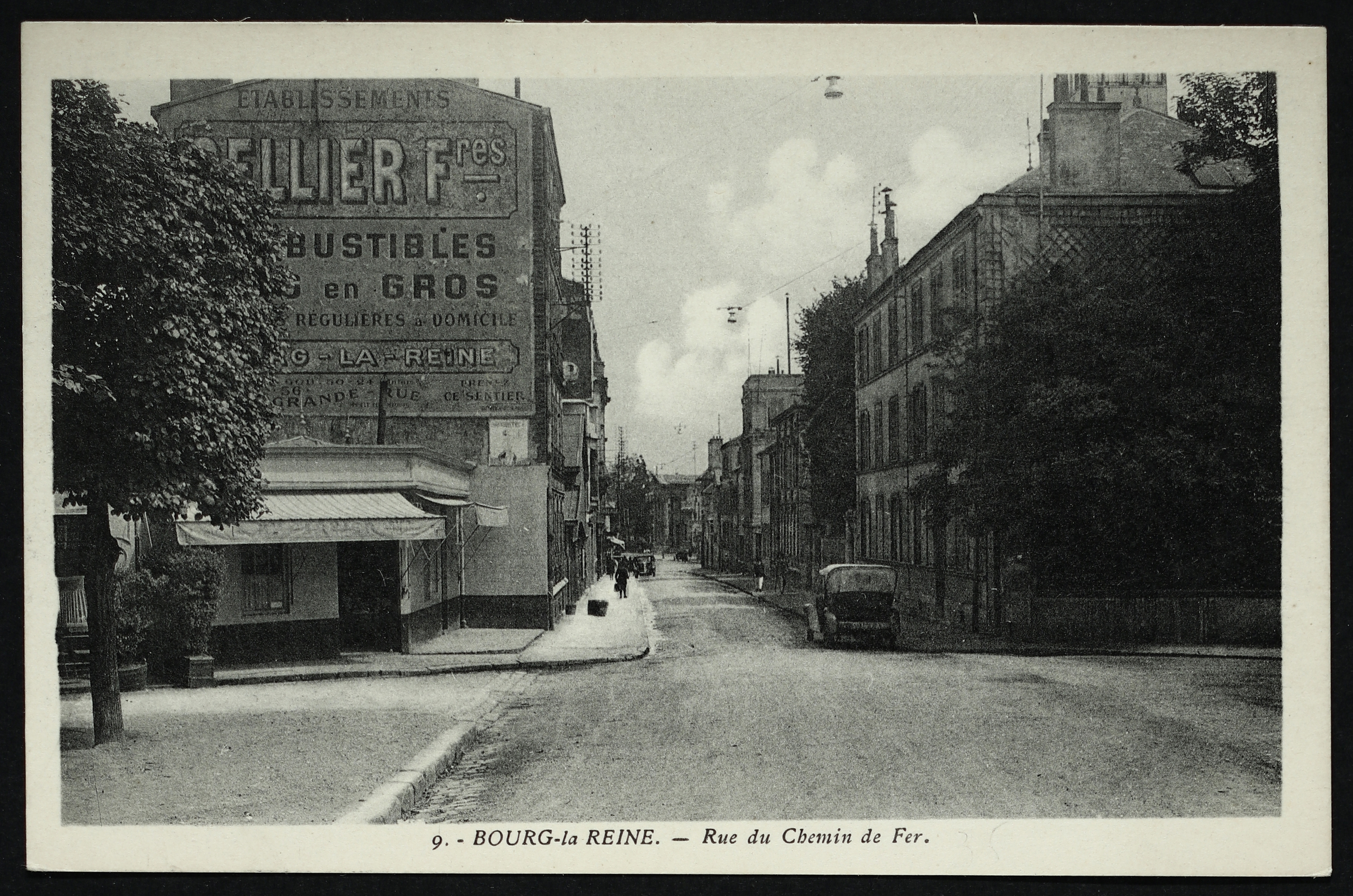
Bourg-la-Reine - Rue du Chemin-de-Fer. Carte postale des années 1920.

- no 1 : pharmacie Martin-Lavigne, fondée en 1816, ce qui en fait une des plus anciennes de la commune[10].
- no 2 : le plus ancien bureau de tabac de la commune[10].
- no 3 : ici se trouvait avant la Première Guerre mondiale une fabrique de produits de droguerie qui fut fermée entre 1920 et 1930 pour laisser place à quelques boutiques et le cinéma Régina, inauguré le 18 septembre 1931 par Fabien Delon (1904-1977), directeur du cinéma. Édith Arnold (1911-1995), employée de la pharmacie Martin-Lavigne avait choisi le nom ; elle deviendra ouvreuse dans ce cinéma et épousera le directeur avec lequel elle aura comme fils l'acteur Alain Delon[10],[Note 1]
- no 4 et 6 : domicile d'août 1913 à août 1914 de la famille du docteur Kessel et ses enfants. La Société générale qui avait quitté la rue Ravon vint s'installer ici avant de déménager au no 7 de la même rue. Au no 6, une des entrées du marché couvert, proposition adoptée le 26 août 1882 et un marché aux comestibles est ouvert en 1883 pour 50 commerçants le mercredi et samedi. À cette même adresse habite une très ancienne famille, les Janvier, tenant une boutique d'opticien. À cet emplacement fut construite entre les deux guerres la première salle municipale, le marché étant repoussé derrière le mur nord. Ceci fut détruit lors du percement du boulevard du Maréchal-Joffre, c'est-à-dire un immeuble avec le café Garnier, le second cinéma L'Éclectique, le marché et la salle municipale furent reconstruits et inaugurés en 1964[10].
- no 5 : ensemble de bâtiments où résidèrent la peintre suisse Marie-Thérèse Hegg de Landerset (1829-1911) et le peintre, affichiste de cinéma, publiciste, caricaturiste de presse Roger Cartier (1893-1971) qui collabora à Gringoire et exposa au Salon des humoristes en 1929[11]. Le poète et historien, chef de bureau à la préfecture de la Seine, Joseph Émile Marie Dauphin-Meunier (1868-1927), emménagea à cette adresse avec sa première femme Juliette Estelle Victorine Lebrun. Veuf, il épousa Claire Élise Blanchard avec laquelle il eut Achille Dauphin-Meunier (1906-1984) journaliste et historien[10]. Au sous-sol se trouvaient les bureaux de la compagnie du gaz, le conseil municipal ayant adopté le 19 décembre 1868 le principe que la commune devait être pourvue du gaz, et mit en œuvre l'année suivante l'utilisation de ce combustible pour l'éclairage public[10].